# Sudan (Texas)
Sudan ist eine kleine Stadt im Westen des Bundesstaats Texas in den USA. Das U.S. Census Bureau hat bei der Volkszählung 2020 eine Einwohnerzahl von 940 ermittelt.

## Lage
Die Stadt liegt im Lamb County, am U.S. Highway 84, zwischen Littlefield und Muleshoe.

## Geschichte
Das Land der heutigen Stadt Sudan wurde 1892 dem County als Schulland zur Verfügung gestellt. 1916 wurde es an Wilson und Furneaux verkauft. Die eigentliche Stadtentwicklung begann 1917/1918 mit der Errichtung eines Hotels und der Aufnahme von Dienstleistungen durch Santa Fe Railroad, die 1913 eine Linie von Lubbock nach Texico, New Mexico fertigstellte. P. E. Boesen, der Manager und Postangestellte von Santa Fe Railroad vor Ort, schlug 1918 den Namen Sudan für den Ort vor. 1923 wurde eine Bank eröffnet und 1925 bekam der Ort Stadtrechte zuerkannt, als die Marke von 600 Einwohnern erreicht wurde. Der erste Getreidespeicher wurde 1925 errichtet und im selben Jahr nahm die Lokalzeitung „Sudan News“ ihre Arbeit auf.

### Bevölkerungsentwicklung
| Jahr          | Einwohner |
| ------------- | --------- |
| 1920 (Zensus) | 15        |
| 1925 (Zensus) | 600       |
| 1930 (Zensus) | 1.014     |
| 1950 (Zensus) | 1.336     |
| 1970 (Zensus) | 976       |
| 1980 (Zensus) | 1.091     |
| 1990 (Zensus) | 983       |
| 2000 (Zensus) | 1.039     |
| 2020 (Zensus) | 940       |